# Larry Hausmann
Larry Hausmann (Saint Louis, 11 agosto 1941) è un ex calciatore statunitense, di ruolo centrocampista.

## Carriera

### Club
Dopo aver militato nel St. Louis Kutis, nel 1967 viene ingaggiato dai Chicago Mustangs al termine della stagione USA per disputare alcuni incontri amichevoli, venendo confermato per la stagione seguente, raggiungendo con i Mustangs il secondo posto della Lakes Division.
L'anno seguente tornò nella sua città natale, Saint Louis per giocare con i St. Louis Stars, club con cui giocò sino al 1976, anno del suo ritiro dall'attività agonistica. Il massimo risultato raggiunto da Hausmann con il suo club fu la finale, giocata da titolare, persa contro i N.Y. Cosmos nella North American Soccer League 1972.
Hausmann è stato inserito nella St. Louis Soccer Hall of Fame nel 1993.

### Nazionale
Hausmann militò nella nazionale di calcio degli Stati Uniti d'America, vestendo la maglia degli The Stars & Stripes in 9 occasioni.

## Statistiche

### Cronologia presenze e reti in Nazionale
| Cronologia completa delle presenze e delle reti in nazionale ― Stati Uniti | Cronologia completa delle presenze e delle reti in nazionale ― Stati Uniti | Cronologia completa delle presenze e delle reti in nazionale ― Stati Uniti | Cronologia completa delle presenze e delle reti in nazionale ― Stati Uniti | Cronologia completa delle presenze e delle reti in nazionale ― Stati Uniti | Cronologia completa delle presenze e delle reti in nazionale ― Stati Uniti | Cronologia completa delle presenze e delle reti in nazionale ― Stati Uniti | Cronologia completa delle presenze e delle reti in nazionale ― Stati Uniti |
| Data                                                                       | Città                                                                      | In casa                                                                    | Risultato                                                                  | Ospiti                                                                     | Competizione                                                               | Reti                                                                       | Note                                                                       |
| -------------------------------------------------------------------------- | -------------------------------------------------------------------------- | -------------------------------------------------------------------------- | -------------------------------------------------------------------------- | -------------------------------------------------------------------------- | -------------------------------------------------------------------------- | -------------------------------------------------------------------------- | -------------------------------------------------------------------------- |
| 15-09-1968                                                                 | New York                                                                   | Stati Uniti                                                                | 3 – 3                                                                      | Israele                                                                    | Amichevole                                                                 | -                                                                          |                                                                            |
| 25-09-1968                                                                 | New York                                                                   | Stati Uniti                                                                | 0 – 4                                                                      | Israele                                                                    | Amichevole                                                                 | -                                                                          | Ingresso                                                                   |
| 17-10-1968                                                                 | Toronto                                                                    | Canada                                                                     | 4 – 2                                                                      | Stati Uniti                                                                | Qual. Mondiali 1970                                                        | -                                                                          | Ingresso                                                                   |
| 20-10-1968                                                                 | Port-au-Prince                                                             | Haiti                                                                      | 3 – 6                                                                      | Stati Uniti                                                                | Amichevole                                                                 | -                                                                          | Ingresso                                                                   |
| 21-10-1968                                                                 | Port-au-Prince                                                             | Haiti                                                                      | 5 – 2                                                                      | Stati Uniti                                                                | Amichevole                                                                 | -                                                                          |                                                                            |
| 23-10-1968                                                                 | Port-au-Prince                                                             | Haiti                                                                      | 1 – 0                                                                      | Stati Uniti                                                                | Amichevole                                                                 | -                                                                          |                                                                            |
| 11-05-1969                                                                 | San Diego                                                                  | Stati Uniti                                                                | 0 – 1                                                                      | Haiti                                                                      | Qual. Mondiali 1970                                                        | -                                                                          |                                                                            |
| 20-08-1972                                                                 | Saint John's                                                               | Canada                                                                     | 3 – 2                                                                      | Stati Uniti                                                                | Qual. Mondiali 1974                                                        | -                                                                          | Ingresso                                                                   |
| 29-08-1972                                                                 | Baltimora                                                                  | Stati Uniti                                                                | 2 – 2                                                                      | Canada                                                                     | Qual. Mondiali 1974                                                        | -                                                                          |                                                                            |
| Totale                                                                     |                                                                            | Presenze                                                                   | 9                                                                          |                                                                            | Reti                                                                       | 0                                                                          |                                                                            |